# Bítov (Morávia do Sul)
Bítov é uma comuna checa localizada na região de Morávia do Sul, distrito de Znojmo.